# Amphipyra fusca
Amphipyra fusca är en fjärilsart som beskrevs av Rocci 1914. Amphipyra fusca ingår i släktet Amphipyra och familjen nattflyn. Inga underarter finns listade i Catalogue of Life.